# 이광자 (성우)
이광자(李光子, 1942년 5월 28일 ~ )는 대한민국의 성우다. 1961년 KBS에 입사했으며 현재 KBS 4기이다. 한국방송 성우극회 소속.

## 출연 작품

### 애니메이션
- 인어공주 나나 (KBS)
- 바다의 소년 트리톤 (KBS) - 헤타포터
- 로도스도 전기 (VIDEO) - 디드리트

### 애니메이션 영화
- 산타클로스(영어판) (KBS) - 산타 부인
- 호피와 차돌바위
- 이웃집 토토로 - 칸타 할머니

### 영화
- 굿바이 뉴욕, 황금을 찾아라 (SBS) - 엄마
- 그들만의 리그 (KBS) - 도티와 킷의 어머니(래 엘렌)
- 나일 살인사건 (KBS) - 바워즈 (매기 스미스)
- 대부 (KBS)
- 러브 스토리 [1981년 더빙판] (KBS)
- 로코 (KBS) - 할머니
- 마녀의 산 (KBS)
- 마농의 샘 (KBS)
- 마니 (KBS) - 마니의 엄마(루이스 라덤)
- 메멘토 (KBS) -  새미 부인(해리엇 샌섬 해리스)
- 뮤직 오브 하트 (KBS) - 엄마 (클로리스 리치먼)
- 발리우드 할리우드 (KBS) - 라훌 어머니 (무슈미 샤터지)
- 사랑과 미움의 교차로 (KBS)
- 사랑의 용기 (SBS)
- 아름다운 시절 (KBS) - 옆집 할머니 (엘스 피터슨)
- 아마데우스 (KBS) - 모차르트의 장모(바바라 버레인)
- 언브레이커블 (KBS) - 학교 선생님(엘리자베스 로렌스)
- 에어포트 (KBS) - 퀸셋 부인 (헬렌 헤이즈)
- 영웅 알베르 (KBS) - 엄마 (다니엘 르브룅)
- 위험한 관계 (KBS) - 불랑쥬 부인(스우시 커츠)
- 인생은 아름다워 (KBS) - 교장 선생님(쥴리아나 로조디스)
- 좋은 걸 어떡해 (KBS)
- 줄리아 줄리아 (SBS) - 파올로 엄마 (안젤라 굿윈)
- 클라라의 결혼식 (KBS) - 그라들 부인
- 톰과 허크 (KBS)
- 폴리스 아카데미 6 (KBS) - 스탠윅 부인 (빌리 버드)
- 프롬프터 (KBS)
- 할리우드 박사 (KBS)
- 흐르는 강물처럼 (KBS) - 미시즈 맥클레인 (브렌다 블레신)
- 8명의 여인들 (KBS) - 할머니 (다니엘 다리유)

### 외화
- 닥터 후 (KBS) - 라자로스 부인(델마 바로우)
- 스필버그의 어메이징 스토리 (KBS) - 산타 할머니 (프란시스 베이)

## 같이 보기
- 한국방송 성우극회